# Tjørnuvík
Tjørnuvík [ˈtʃʰœdnʊvʊik] (nom danois : Tjørnevig) est une localité des îles Féroé à l'extrême nord de l'île principale de Streymoy. C'est également un site archéologique de l'histoire féroïenne.
Tjørnuvík se trouve sur la côte nord-est de Streymoy. Le village est connu pour sa petite plage de sable (rare aux îles Féroé) et la vue sur les deux stacks nommés Risin et Kellingin.
Tjørnuvík est un cul-de-sac routier, niché entre des montagnes escarpées où le soleil ne brille que le matin, car la vallée n'est ouverte qu'à l'est. La route à voie unique, le long de la côte escarpée, est empruntée par un service de bus régulier.
Un sentier permet de relier Tjørnuvík et Saksun à travers la montagne, en franchissant le col de Tjørnuvík (Tjørnuvíksskarð) à environ 500 m d'altitude. 
Le village possédait une église, qui a été déconstruite en 1857 et transportée par le sentier mentionné ci-dessus afin d'être reconstruite à Saksun. Ce n'est qu'en 1937 qu'une nouvelle église a été construite à Tjørnuvík. Elle est toujours utilisée aujourd'hui.
En 1956, lors de prospections archéologiques menées par Sverri Dahl (premier conservateur du Musée national féroïen), la tombe d'une femme du Xe siècle a été découverte à Tjørnuvík. C'est l'un des témoignages de la conquête scandinave de l'époque viking.

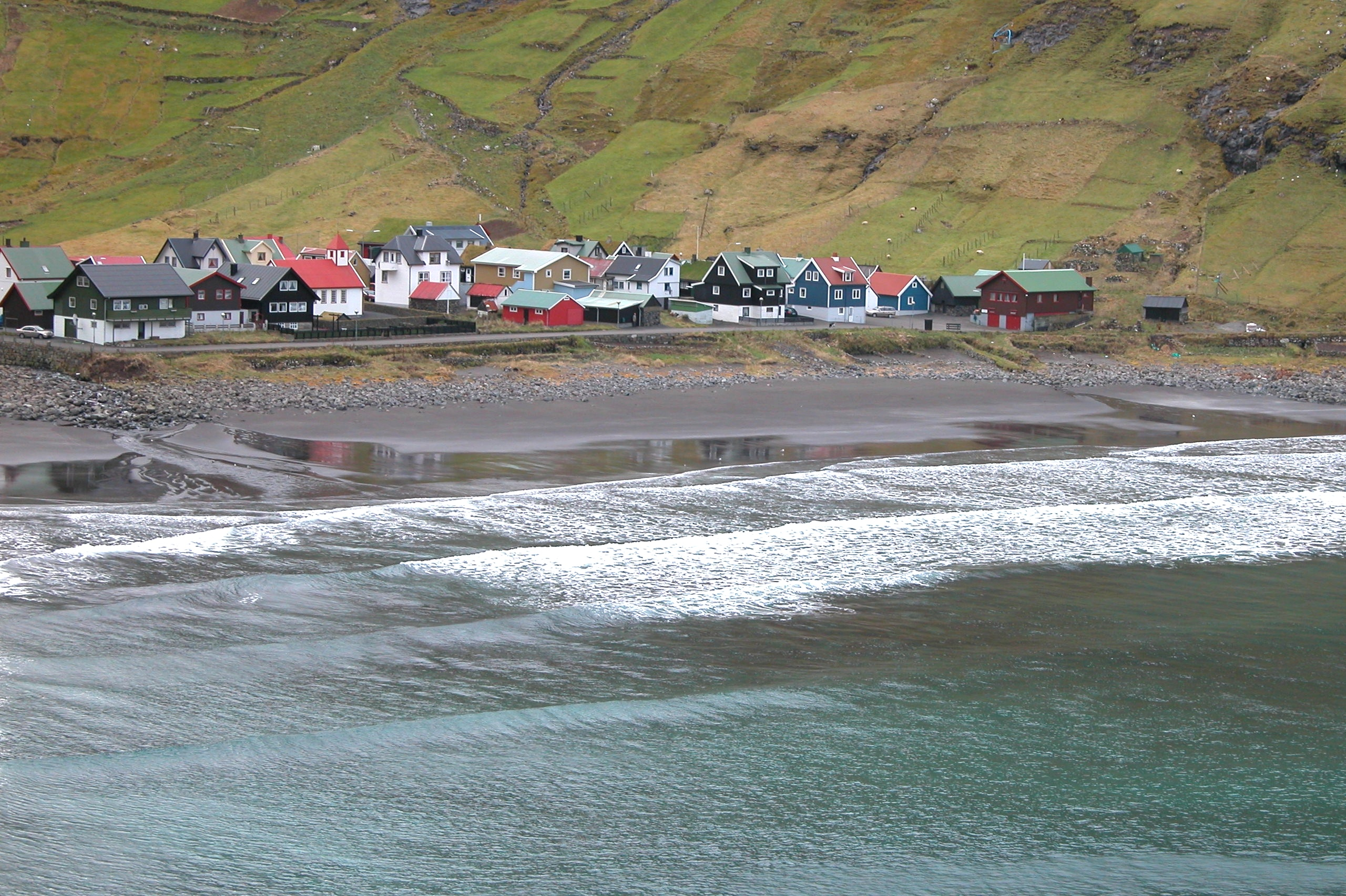
Au fond d'un profond talweg, Tjørnuvík est principalement à l'ombre, mais possède une plage avec une belle vue sur la mer.